# Semelako Dua
Semelako Dua is een bestuurslaag in het regentschap Lebong van de provincie Bengkulu, Indonesië. Semelako Dua telt 963 inwoners (volkstelling 2010).